# Tomasz Rybarczyk (piłkarz)
Tomasz Rybarczyk (ur. 14 kwietnia 1974 w Poznaniu) – polski piłkarz grający na pozycji pomocnika.
Grał w Warcie Poznań, Warcie Śrem, Sokole Tychy, Dyskobolii Grodzisk Wielkopolski, a także w Unii Swarzędz.

W sezonie 2010/2011 broni barw Victorii Września.
W polskiej I lidze rozegrał 88 meczów (34 w Warcie, 2 w Sokole i 52 w Dyskobolii) i zdobył 2 bramki w barwach Dyskobolii.